# Francesco Silvestri (vescovo)
Francesco Silvestri, o Francesco di Silvestro da Cingoli (Cingoli, ... – 21 ottobre 1341), è stato un vescovo cattolico italiano.

## Biografia
Di origine marchigiana fu prima vescovo di Senigallia, poi di Rimini, da dove fu traslato a Firenze, preceduto da una fama di uomo di grande energia.
A causa della sua strenua opposizione al partito ghibellino era stato definito anche "sanguinario", e nonostante questa sinistra fama il papa, da Avignone, lo usò spesso come nunzio in varie ambascerie.
Fu esigente con il clero cittadino e adottò Firenze come una seconda patria, proteggendola soprattutto durante l'assedio di Ludovico il Bavaro, quando confortò i fiorentini e approntò squadre per la difesa della città.
Riesumò le spoglie di san Zanobi dalla chiesa di Santa Reparata, in via di demolizione per fare spazio alla nuova cattedrale, e dopo averle composte le espose alla pubblica venerazione. Nella vecchia cattedrale si trovava anche la sua lastra tombale, riscoperta durante gli scavi del 1971-1972.

## Genealogia episcopale
La genealogia episcopale è:
- Papa Giovanni XXII
- Vescovo Francesco Silvestri